# Bagdadbatteriet
Bagdadbatteriet er det almindelige navn på nogle artefakter fra det iranske dynasti i Persien og formodentligt opdaget i landsbyen Khuyut Rabbou'a tæt ved Bagdad i Irak i 1936. De kom for dagens lys i 1938, da den tyske direktør for det irakiske Nationalmuseum Wilhelm König  fandt dem i museets samling. Efter Königs hjemrejse til Berlin skrev han 1940 en avisartikel, hvori han kom med formodningen om, at artefakterne kan have været brugt til guldbelægning af sølvgenstande.

## Beskrivelse og datering
Artefakterne består af 130 mm (5 tommer) terracottakrukker (med en 38 mm (1,5 tomme) åbning) indeholdende en kobbercylinder lavet af en oprullet kobberplade, som huser en jernstang. I toppen er jernstangen isoleret fra kobbercylinderen af en asfaltprop; både rør og cylinder passer som fod i hose i toppen af krukken, som buler ud af mod midten. Kobbercylinderen er ikke vandtæt, så når krukken bliver fyldt med væske, vil den også komme i kontakt med jernstangen. Artefakterne havde været udsat for vejr og vind og var derfor korroderet, men taget i betragtning, at der er tale om et elektrokemisk par, er det ikke korroderet særlig meget. Det har ledt forskerne til at tro, at citronsaft, grapesaft eller eddike har været brugt som syre til at kickstarte den elektrokemiske reaktion mellem de to metaller.
König mente, at genstandene muligvis var persiske (mellem 250 f.Kr. og 224 e.Kr.), fordi den landsby de blev udgravet i, var under persisk styre på det tidspunkt. Men ifølge dr. St. John Simpson fra nærøst-afdelingen af British Museum er det oprindelige fundsted ikke beskrevet særlig godt (se stratigrafi), så beviserne for, at de skulle komme fra den tid er meget svage. Derudover er pottetypen Sassanidisk (224-640 e.Kr.), så de er formodentlig betydeligt yngre end König troede.
De fleste af delene af genstandene kan ikke dateres med avancerede dateringsmetoder. Keramiken kunne analyseres med termoluminansdatering, men det er åbenbart ikke blevet gjort; under alle omstændigheder vil det kun vise, hvornår potterne er brændt, hvilket ikke nødvendigvis er på samme tidspunkt som samlingen af artefakterne. En anden mulighed er en iondiffutionsanalyse. Det vil vise, hvor længe krukkerne har været begravet.

## Overvejelser om anvendelse

### Elektrisk
Kobber og jern danner et elektrokemisk par, så når de kommer i kontakt med en elektrolyt, dannes der et elektrisk potential (spænding). König havde observeret nogle meget fine sølvstykker fra det antikke Irak, som var belagt med et meget tyndt lag guld. På baggrund af det fik han den ide, at de kunne være el-belagt ved at bruge "celler" som batterier. Efter anden verdenskrig demonstrerede Willard Gray, at det var muligt at lave en  spænding vha. en rekonstruktion af det påståede batteri, når det blev fyldt med grapejuice. W. Jansen ekperimenterede med benzokinoner (nogle biller producerer kinoner) og eddike i en celle og fik tilfredsstillende resultater.
Imidlertid er der ikke mange, som bakker op om teorien om, at de skulle have været brugt til elektronisk forgyldning. De forgyldte sølvstykker, som König troede var el-forgyldte, menes at være lue-forgyldte. Gengivelsesforsøg med el-belægning foretaget af dr. Arne Eggebrecht brugte mange rekonstruerede celler for at opnå et lag på en mikrometer. Andre forskere bemærkede, at dr. Eggebrecht brugte en mere effektiv og mere moderne elektrolyt; bruges der kun eddike, er "batteriet" meget svagt.
En alternativ forklaring blev foreslået af Paul Keyser. Han foreslog, at en en præst eller healer ved hjælp af en jernspatel kunne lave en eddiekebaseret forbindelse i en kobberbeholder, og derved have følt et svagt elektrisk stød og brugt det til el-akupunktur eller til at forbløffe tilskuere ved at sætte strøm til en metalstatue.
Discovery Channel-programmet Mythbusters nåede frem til, at det var plausibelt for antikke folk at bruge bagdadbatteriet til el-belægning eller el-stimulering. 
Imidlertid producerede deres batterier meget lidt energi, og de var derfor nødt til at serieforbinde flere batterier, for at kunne teste teorierne.

### Ikke elektrisk
Skeptiske arkæologer ser de elektriske eksperimenter som et nøgleproblem i eksperimentel arkæologi: sådanne eksperimenter kan kun vise, at noget var fysisk muligt, men ikke om det rent faktisk skete. Derudover er der mange problemer med fortolkningen af, at artefakterne skulle have været brugt som belægningsceller.
- Asfalten dækker fuldstændig kobbercylinderen og er derved elektrisk isoleret, så der ikke kan trækkes en spænding, uden at ændre på designet.
- Der er ingen ledninger eller ledere sammen med artefakterne.
- Intet vidt accepteret elektrisk udstyr er forbundet med cellerne. (Kontroversielle stenrelieffer, som viser lysbuer, har været foreslået, men den spænding som cellerne kan producere er alt for lav til, at der kan dannes en lysbue).
- En asfaltforsegling, som er termoplastisk, er rigtig god til at lave en hermetisk lukning til langtidsopbevaring. Den er imidlertid meget upraktisk for en galvanisk celle, som kræver jævnlig opfyldning af elektrolytten, hvis de skulle kunne bruges i længere tid.

Nogle har lagt mærke til, at artefakterne minder meget om andre genstande med kendt brug: beholdere til opbevaring af hellige skriftruller fra det nærtliggende Seleucia ved Tigris. Disse beholdere har ikke den yderste lerkrukke, men er stort set identiske med dem fra bagdabatteriet. Da de  var udsat for vejr og vind, ville det ikke være overraskende, at eventuelle papyrus- eller pergamentruller ville være rådnet væk og måske have efterladt svage syrlige organiske rester.

## Kontroverser og sammenligninger
Nogle mener, at disse artefakter beviser kendskab til elektricitet årtusinder før den almindeligt anerkendte dato for dens opdagelse. Men selv med anerkendelse af at "Bagdadbatterierne" var elektriske anordninger har vi ingen beviser for et egentligt kendskab til elektriske fænomener. Enhver grundforståelse af elektrisk teori fra disse kulturer tillod dem ikke at frembringe et bedre design. Det, at elektroder i en elektrolyt producerer en spænding og ved at bruge større beholdere kan frembringe større strøm (ampere), er indlysende i dag, men det er uklart om de antikke civilisationer indså det.
Hvem der end har lavet dem har måske ikke forstået princippet bag. Fx er det velkendt, at de gamle grækere kendte til statisk elektricitet, lavet vha. rav (elektron), men de så det som en mærkværdighed ellet et legetøj og udviklede ikke elektriske apparater eller teorier. For at bevise persisk kendskab til elektricitet afventes der stadig mere konkrete fund. Fx at fænomenet omtales i tekster måske som et mystisk fænomen eller en opfattelse om, at deres "batterier" var lavet på baggrund af elektriske teorier. Der eksisterer også en teori om, at egypterne kunne have brugt lignende apparater, fx til Lyset fra Dendera.
Som elektrisk generator er bagdadbatteriet ineffektivt sammenlignet med moderne anordninger. Men hvis artifakterne forbindes i et passende netværk, ville de kunne producere nok energi. Luigi Galvani udviklede et lignende forsøg med et elektrokemisk par i 1780'erne, og 20 år senere udviklede Alessandro Volta teorier til at viderudvikle Galvanis simple eksperiment til den effektive voltasøjle, som leverede en spænding på omkring 30 V ved at bruge genstande, som var meget større end noget kendte levn fra Bagdad. I løbet af to til tre år brugte sir Humphry Davy voltasøjler, som leverede 1.000 volt og strøm nok til at drive en lysbuelampe

### Test af teorien
Ideen om, at batteriet kunne levere en brugbar mængde energi, er blevet testet mindst to gange:
I den britiske 80'er-tv-serie Arthur C. Clarke's Mysterious World brugte egyptologen dr. Arne Eggebrecht et rekonstrueret batteri til at producere en halv volt og demonstrerede i programmet, at batteriet kunne guldbelægge en sølvstatue på to timer ved at bruge en guld-cyanid-opløsning. Det fik ham til at overveje om museer kunne have guldgenstande liggende, som egentlig ikke var af guld, men blot guldbelagte.
I Mythbusters 29. episode (23. marts 2005) blev ti håndlavede krukker lavet til batterier. Citronsaft blev valgt som elektrolyt for at aktivere den elektrokemiske reaktion mellem jern og kobber. Underligt nok blev det her opdaget, at en citron producerede højere spænding end et af batterierne. Da alle batterierne blev forbundet i serie, producerede de omkring 4 volt. Så var det store spørgsmål blot: "Hvad blev disse antikke batterier brugt til?"
Showets forskerhold foreslog tre mulige anvendelser: el-belægning, medicinsk smertebehandling (gennem akupunktur) og religiøse oplevelser. Det blev bevist, at de serieforbundne batterier havde kraft nok til at belægge en lille mønt. Til akupunkturen producerede batterierne en "tilfældig" pulserende strøm, som kunne mærkes igennem nålene. Men da batterierne blev forbundet til to nåle samtidig, skabte de en smertefuld brændende fornemmelse. Til den religiøse oplevelse blev der lavet en gengivelse af Pagtens Ark med to keruber. I stedet for at forbinde batterierne med kerubernes gyldne vinger, tilsluttede de et elhegn. Når vingerne blev berørt føltes en stærk pressende fornemmelse i brystet. Selv om batterierne ikke var blevet brugt, blev det antaget, at en hvilken som helst oplevelse af elektrisk stød i antikken, ville blive tolket som "Guds tilstedeværelse" pga. det manglende kendskab til elektricitet. Myten om Bagdadbatteriet blev angivet som "plausibel" i alle tre tilfælde.

## Eksterne artikler og henvisninger
- Jason Martell Discovery Video
- Battery, Baghdad, 250 BC : Museum of Ancient Inventions
- Baghdad Battery Arkiveret 22. marts 2008 hos  Wayback Machine : Unmuseum.org
- Ancient Artifacts – Baghdad Battery : Skeptic World
- Baghdad Battery Arkiveret 5. maj 2011 hos  Wayback Machine : Strange Artifacts – World Mysteries
- Electricity in ancient times. WUFOC and NÄRKONTAKT.